# Thomas Knuth
Thomas Knuth (* 14. Juli 1956 in Mannheim) ist ein deutscher Sachbuchautor mit Themenschwerpunkt Berlin.

## Leben
Thomas Knuth studierte Geschichte und Germanistik in Heidelberg. Von 1982 bis 1986 war er in Italien als Deutschlehrer an verschiedenen Privatschulen tätig und arbeitete anschließend ein Jahr lang als Dolmetscher und Fremdenführer in Südfrankreich. Nach weiteren beruflichen Stationen in den USA und England, zuletzt als Qualitätsmanager Europa für das international operierende amerikanische Unternehmen J. I. Case, wurde Knuth 1998 zunächst als Exportmanager bei der Firma Biodur in Heidelberg eingestellt. Das Unternehmen war mit dem Institut für Plastination von Gunther von Hagens verbunden, als dessen persönlicher Referent Knuth bis 2002 wirkte. Seit 2002 lebt Knuth in Berlin. Bis November 2019 war er als freiberuflicher Stadtführer in Berlin und Potsdam sowie als Sachbuch-Autor mit Themenschwerpunkt Berlin tätig. Heute widmet er sich philosophisch-historischen Studien.

## Veröffentlichungen (Auswahl)
- Berlin for Beginners. Tipps für Stadteinsteiger. 2. Auflage der Neufassung, Berlin 2018, ISBN 978-3-95723-108-6.
- Berlin 1989–2009. Eine Bilanz in 12 Gesprächen (mit Manuela Arand). Berlin 2009, ISBN 978-3-86855-010-8.
- mit Eva Brinkschulte: Das medizinische Berlin. Ein Stadtführer durch 300 Jahre Geschichte. Berlin 2010, ISBN 978-3-8148-0178-0.